# Доброслав II
Доброслав II (серб. Доброслав; *бл. 1056 — †після 1003) — король Дуклі у 1001—1002 роках (спільно з Михайлом II).

## Життєпис
Походив з династії Воїславовичів. Старший син Михайло I, короля Дуклі, та Неди Мономахіни. Незважаючи на це, батько обрав своїм спадкоємцем молодшого брата Доброслава — Бодіна, який у 1081 після смерті Михайла I став королем.
Протягом 1081—1084 років допомагав своєму брату придушити повстання небожа Браніслава Радославовича в Зеті. Після смерті Костянтина Бодіна у 1101 році знать Дукли визнала співкоролями Доброслава II та його небожа Михайла II. Незважаючи на декілька спроб, не зміг завадити князівству Рашка здобути самостійність від королівства Дукля.
У 1102 році влаштував змову проти небожа, в результаті якої той загинув. Втім, того ж року проти нього виступив інший небіж Кочапар Радославович, якого підтримав Вукан I, великий жупан Рашки. У битві при Морачі війська Доброслава II зазнали поразки, дуклянський король потрапив у полон. Його відправлено до Рашки.
У 1103 році Доброслава було звільнено з в'язниці. Він повернувся до Дуклі, намагаючись захопити владу в нового короля Дуклі — свого брата Володимира. Втім Доброслав зазнав поразки, потрапив у полон до брата. Останній запроторив того у в'язницю в Скадарі. Тут, на прохання удови Костянтина Бодіна, король Володимир наказав засліпити й каструвати Доброслава. Останні роки ченцем провів у монастирі Святих Сергія і Вакха. Можливо, помер близько 1114 року.